# (28130) Troemper
(28130) Troemper est un astéroïde de la ceinture principale d'astéroïdes.

## Description
(28130) Troemper est un astéroïde de la ceinture principale d'astéroïdes. Il fut découvert le 26 septembre 1998 à Socorro (Nouveau-Mexique) par le projet LINEAR. Il présente une orbite caractérisée par un demi-grand axe de 2,36 UA, une excentricité de 0,13 et une inclinaison de 4,0° par rapport à l'écliptique.

## Compléments